# Plectranthus horridus
Plectranthus horridus là một loài thực vật có hoa trong họ Hoa môi. Loài này được (Hiern) Baker miêu tả khoa học đầu tiên năm 1900.